# Turning Towards Us
turning towards us is het tiende muziekalbum van de Britse band Redshift. Het album bestaat uit elektronische muziek. Redshift was altijd een band die paste binnen de Berlijnse School voor Elektronische Muziek, maar heeft dat genre op dit album tot het uiterste opgerekt. De muziek is als het ware een kruising tussen de Berlijnse School en industrial, zeker de langdurige tracks. Het album vermeldt niet wie er mee speelt, maar men neemt in het algemeen aan dat het alleen Mark Shreeve en Julian Shreeve zijn.
Redshift heeft de nummering van zijn albums gelaten voor wat het is. Het heeft alleen de “kale” titel turning towards us meegekregen.

## Muziek
| Nr. | Titel                 | Duur  |
| --- | --------------------- | ----- |
| 1.  | the love of nature    | 13:40 |
| 2.  | the last thing we see | 2:41  |
| 3.  | clan                  | 13:14 |
| 4.  | happy hour            | 2:43  |
| 5.  | turning towards us    | 22:47 |